# Saarlandbotschafter
Saarlandbotschafter(in) ist der Titel eines Ehrenamtes, das seit 2001 im Saarland vergeben wird. Bei der Auswahl der dafür „geeigneten Persönlichkeiten“ wirken die von Peter Hartz gegründete Stiftung SHS Foundation („Saarländer helfen Saarländern“) und die Saarländische Landesregierung bei der Initiative Saarlandbotschafter im Rahmen einer öffentlich-privaten Partnerschaft zusammen. Die Ernennung der Saarlandbotschafter erfolgt durch die Landesregierung.
Von den Botschafter(innen) wird erwartet, dass sie an geeigneter Stelle für das Saarland werben, darüber hinaus aber auch jährlich Aktionen im eigenen Umfeld entfalten, die für das Bundesland wertvoll sind. Diese vielfältigen Aktivitäten werden durch das Büro der SHS-Foundation unterstützt und begleitet. Bis Ende 2021 sind 144 Personen mit dem Ehrenamt betraut worden, darunter zahlreiche prominente Persönlichkeiten aus ganz Deutschland und 2010 als erster Ausländer der japanische Rechtswissenschaftler Makoto Ida.
Sprecher der Saarlandbotschafter ist Michael Backes als Nachfolger von Wolfgang Wahlster, der diese Funktion seit 2005 innehatte. Jedes Jahr finden Treffen der Saarlandbotschafter in Saarbrücken statt, bei denen sich die Botschafter kennenlernen, austauschen und vernetzen können.

## Liste von Saarlandbotschafterinnen und -botschaftern (Auswahl)
Folgende Persönlichkeiten wurden bisher zu Saarlandbotschaftern ernannt:
- Halima Alaiyan
- Lea Ackermann
- Michael Backes[8][9]
- Christian Bau[10]
- Karlheinz Blessing
- Sissi Closs
- Claus Daniel[11]
- Julia Dannath-Schuh[12]
- Isabella Dartmann[11][13]
- Franz-Rudolf Esch
- Frank Farian
- Michel Friedman
- François Villeroy de Galhau[14]
- Thomas Girst[9]
- Magdalena Grandmontagne
- Peter Hahne
- Stefanie Heiden[15]
- Bianca Hein[9]
- Peter Herweck[16]
- Jan Hofer
- Dominik Holzer[9]
- Makoto Ida
- Nicole Johänntgen
- Patricia Kaas
- Susanne Kleehas[11]
- Maren Knieling[11]
- Edwin Kohl
- Juliane Kokott
- Annegret Kramp-Karrenbauer[10]
- Stefan Kuntz[10]
- Robert Leonardy
- Matthias Maurer[3][11]
- Frank Mücklich[9]
- Peter Müller
- Sandra Pfister[9]
- Ruth Reinhardt
- August-Wilhelm Scheer
- Martina A. Sersch[12]
- Nicole Seibert
- Frank Sieren[12]
- Laura Theiss
- Klaus Töpfer
- Wolfgang Wahlster[17]
- Jörg Weisgerber[12]
- Aline Zimmer[11]